# 613 v. Chr.
Portal Geschichte | Portal Biografien | Aktuelle Ereignisse | Jahreskalender | Tagesartikel

◄ |
8. Jahrhundert v. Chr. |
7. Jahrhundert v. Chr. |
6. Jahrhundert v. Chr. |
►

◄ | 630er v. Chr. | 620er v. Chr. | 610er v. Chr. | 600er v. Chr. |
590er v. Chr. |
►

◄◄ | ◄ | 616 v. Chr. | 615 v. Chr. | 614 v. Chr. | 613 v. Chr. |
612 v. Chr. |
611 v. Chr. |
610 v. Chr. |
► |
►►

## Ereignisse

### Politik und Weltgeschehen
- Zhuang wird Herrscher des chinesischen Teilreichs Chu. Sein Vorgänger Mu hat das Reich in Unordnung hinterlassen und auch Zhuang verbringt die ersten Jahre seiner Regierungszeit praktisch ausschließlich bei der Jagd und auf Festen.

### Wissenschaft und Technik
- 12. Regierungsjahr des babylonischen Königs Nabopolassar (614 bis 613 v. Chr.): Der ausgerufene Schaltmonat Addaru II beginnt am 4. März[1].
- 13. Regierungsjahr des babylonischen Königs Nabopolassar (613 bis 612 v. Chr.): Im babylonischen Kalender fällt der Jahresbeginn des 1. Nisannu auf den 3.–4. April[1]; der Vollmond im Nisannu auf den 16.–17. April[1] und der 1. Tašritu auf den 27.–28. September[1].[2]